# 达索
达索（德語：Dassow，發音：[ˈdasoː] ⓘ）是德国梅克伦堡-前波美拉尼亚州西北梅克伦堡县的城市，面积66.98平方千米，2024年12月31日人口为4,031人。